# Мойо-Алькантара
Мойо-Алькантара (итал. Mojo Alcantara) — коммуна в Италии, располагается в регионе Сицилия, в провинции Мессина.
Население составляет 830 человек (2008 г.), плотность населения составляет 101 чел./км². Занимает площадь 8 км². Почтовый индекс — 98030. Телефонный код — 0942.
Покровителем коммуны почитается святой Иосиф Обручник, празднование во второе воскресение мая.

## Демография
Динамика населения:

## Администрация коммуны
- Официальный сайт: http://www.mojo-alcantara.it Архивная копия от 11 апреля 2021 на Wayback Machine